# Чанцев, Александр Владимирович
Алекса́ндр Влади́мирович Ча́нцев (род. 7 февраля 1978, Лусака) — российский литературовед-японовед, критик, прозаик, эссеист-культуролог. Кандидат филологических наук.

## Биография
Окончил гуманитарный класс московской гимназии № 1567, бакалавриат, магистратуру (с отличием) и аспирантуру филологического отделения Института стран Азии и Африки МГУ. Стажировался в буддийском университете Рюкоку (Киото). Кандидат филологических наук; кандидатская диссертация посвящена эстетике Юкио Мисимы.
Работал переводчиком с японского и английского языков в японских организациях (Японский центр и Japan Foundation) и координатором японских программ в межправительственной организации International Science and Technology Center (ISTC). Постоянный автор журналов «Новый мир» и «Новое литературное обозрение», колумнист сайта «Частный корреспондент» и «Rara Avis. Открытая критика», ведущий рубрики «non-fiction Pro» в журнале «Дружба народов». Также публиковался в журналах «Неприкосновенный запас», «Октябрь», «Лехаим», «Вопросы литературы», «Русская проза», на сайтах «Частный корреспондент», «Перемены», «Booknik.ru», а также в интернет-журнале «Топос», «Японском журнале», «Еженедельном журнале», на Интернет-портале «Взгляд», газете «НГ ExLibris», «Книжное обозрение», журналах «Forbes (Украина)», «Пушкин» и других изданиях. В настоящее время регулярно печатается в журналах «Новый мир», «Дружба народов», «Знамя», на порталах «Перемены», «Год литературы», «Лиterraтура», «Горький», «Post(non)fiction», «Текстура», «ГлагоL», «Кольта», «Формаслов», «Дегуста», в рубрике «Наука» «Учительской газеты» и других изданиях.
С 2020 года консультант и участник (автор словарных статей) проекта «Словарь культуры XXI века».
Произведения А. Чанцева выходили в переводах на японский (журналы «Waseda Bungaku» и «Rosia Tsushin»), английский и другие языки. Член Международного ПЕН-клуба, Ассоциации японоведов, международный эксперт МАГАТЭ. Член редколлегии журнала «Дружба народов». В настоящее время работает в сфере российско-японской бизнес-дипломатии — советником председателя Российско-японского делового совета и советником председателя совета директоров в Группе компаний «R-Pharm International».

## Признание
- Финалист всероссийского конкурса на лучшую работу в области японской и китайской филологии издательства «Муравей» (2002).

- Первое место в международной научной конференции «Ломоносов» (2002).
- Монография о творчестве Ю. Мисимы и Э. Лимонова — «Бунт красоты» (М., 2009) вошла в TOP-25 книг в жанре non-fiction 2009 года по версии «НГ Ex Libris».
- Лауреат Международного литературного Волошинского конкурса в номинации «Критика» (2008).
- Лауреат премии журнала «Новый мир» (2011).
- Лонг-листер (в номинации «Малая проза», 2001) и шорт-листер (в номинации «Литературная критика и публицистика», 2003, 2012 и 2013 годах) литературной премии «Дебют».
- Финалист премии "Независимой газеты «Нонконформизм» (2012, 2014).
- Победитель Конкурса эссе журнала «Новый мир», приуроченного к 125-летию Михаила Булгакова (2016).
- 2-е место в конкурсе короткой прозы «Московский джаз» (2019).
- Финалист Всероссийской литературно-критической премии «Неистовый Виссарион» (2019, 2020, 2021, 2024).
- Победитель Конкурса эссе журнала «Новый мир», приуроченного к 120-летию Андрея Платонова (2019).
- Диплом финалиста и специальный диплом «За новизну и метафорическую емкость прозы» Международной премии имени Фазиля Искандера (2019).
- Победитель Конкурса эссе журнала «Новый мир», приуроченного к 150-летию Ивана Бунина (2020).
- Лауреат премии Андрея Белого в номинации «Литературные проекты и критика» (2020).
- Победитель Конкурса эссе журнала «Новый мир», приуроченного к 135-летию Николая Гумилева (2021).
- Победитель Конкурса эссе журнала «Новый мир», приуроченного к 130-летию Марины Цветаевой (2022).
- Лауреат премии журнала «Дружба народов» за публикации в авторской рубрике «non-fiction Pro» в 2021 году (вручена в 2022).

## Отзывы о творчестве
- «Теперь, когда подлинная творческая активность становится делом честным и сугубо частным, маргиналы и извращенцы трансгрессии, которых автор „Ижиц“ привечает с школьных времен (отдельный респект за „верность себе“), становятся подлинными культурными героями. Благодаря, в том числе, и младомодернистам, среди которых Александр Чанцев находится в самых первых рядах.» (Дмитрий Бавильский. Мастер-класс художника в зрелости // Лиterraтура. 16.01.2021)
- «По своей формальной культурной нише Чанцев — литературовед-японист, писатель, критик. Знает он пугающе много. Притом не просто знает спокойным энциклопедичным знанием, но умудряется охватить исследующим, синтезирующим, упорядочивающим вниманием — пристрастным, избирательным и заинтересованным (в этом смысле он, конечно, никакой не энциклопедист. Этому типу культурного участия надо искать другое определение). У Чанцева — особенная этика высказывания. Он предпочитает говорить через чужое, по поводу чужого, отражённым светом: рецензиями, интервью, комментариями… Может показаться, будто он не озабочен выработкой и декларацией собственной теории происходящего в культуре (а занимает всего лишь позицию внимательного наблюдателя). Ничего подобного: он только этим и занят, — хотя да, позицию внимательного наблюдателя занимает, и ценностные акценты у него при этом расставлены внятно до жёсткости.» (Ольга Балла. Быть Чанцевым // Лиterraтура. 19.05.2015.)
- «Проще всего сказать, что Чанцев — феномен. … Позвоночный нерв — нонконформизм. Это настроение звучит и в рецензиях на книгу о Пазолини, на фильмы Аристакисяна, на исследование о Данииле Андрееве. … А тот же Салман Рушди попрекается в конформизме. …. Увы, соратников немного. И в наши фальшивые постмодернистские времена о самом Александре можно сказать то же, что сказано им в его рецензии на книгу Евгения Головина — „рыцарское служение в пустоту“.» (Андрей Бычков. Бескорыстная отрицательность // Предисловие к книге «Когда рыбы встречают птиц»)
- «Чанцев практикует самоизобразительный путь самурая в литературе. Его слово всегда верно себе, а именно лаконичной энциклопедичности, точечной, близкой к пуантилизму, технике освоения книги. Чоран, Целан, Лимонов… все в исполнении Чанцева объемны и на себя не похожи, но узнаваемы в подробностях их биографий и томов, которыми приправляется текст с прихотливостью зацикленного на совершенстве сэнсэя.» (Ольга Девш. Острый хруст бегущих строчек // Дегуста.ру. Декабрь 2020)
- «Ему категорически неинтересно всё „конвенциональное“ и „конформистское“, принятое и успокаивающее, и, напротив, принципиально интересно всё, что этому противоположно: скорее окраины культуры, чем её центр; недозамеченное, неудобное, „странное“, отторгаемое условным большинством; важен нонконформизм не (только) как тип культурной работы, но шире — как человеческая позиция, как предельная честность, которой не могут не сопутствовать разрушительность и саморазрушение — до полной гибели всерьёз. Поэтому его притягивают (например) и Антонен Арто, и Джим Моррисон, и Егор Летов, и Юкио Мисима, и (один из важнейших его внутренних собеседников, может быть, важнейший) Эмиль Мишель Чоран.» (Ольга Балла. Речь на церемонии вручения Премии Андрея Белого. 28.12.29 декабря)

## Книги

### Авторские сборники
- Время цикад. USA: Franc-tireur/Lulu, 2008. ISBN 978-0-5570-0836-0
- Бунт красоты. Эстетика Юкио Мисимы и Эдуарда Лимонова. М.: Аграф, 2009. ISBN 978-5-7784-0386-4
- Литература 2.0: статьи о книгах. М.: НЛО, 2011. ISBN 978-5-86793-859-8
- Время цикад [Revisited]. Franc-tireur/Lulu, 2012. ISBN 978-1-300-20889-1
- Когда рыбы встречают птиц: люди, книги, кино. Сборник эссе. СПб.: Алетейя, 2015. ISBN 978-5-906792-32-7
- Граница Зацепина: книга стран и путешествий. Сборник эссе. СПб.: Алетейя, 2016. ISBN 978-5-906823-41-0
- Жёлтый Ангус. Сборник рассказов. М.: ArsisBooks, 2018. ISBN 978-5-904155-74-2
- Ижицы на сюртуке из снов: книжная пятилетка. СПб.: Алетейя, 2020. — 724 с. ISBN 978-5-00165-146-8
- Духи для роботов и манекенов. М.; СПб.: Т8 Издательские Технологии / Пальмира, 2023. (Серия «Пальмира — проза»). ISBN 978-5-517-09617-3
- Бунт красоты: Эстетика Юкио Мисимы и Эдуарда Лимонова. Изд. 2-е, испр. и доп. М.: СПб.: Т8 Издательские Технологии / Пальмира, 2024 (Литература и искусство). ISBN 978-5-517-10767-1

### Коллективные издания
- Vita Sovietica. Неакадемический словарь-инвентарь советской цивилизации. Составитель Андрей Лебедев. М.: Август, 2012. ISBN 978-5-904065-05-8
- Словарь культуры XXI века. Первое приближение. (Дайджест первого тома Словаря). Хапур: Kie Publication, 2020. — 196 с. ISBN 978-93-81623-87-9
- Словарь культуры XXI века. Глобальная серия. Т. 1. Сост., предисл. — И. Сид; науч. ред. — В. Руднев; редкол.: А. Бражкина, С. Гинцбург, А. Джанвиджай, И. Сатановский ; Лаборатория человека и культуры XXI века. — Москва : Институт перевода : Центр книги Рудомино, 2022. ISBN 978-5-00087-203-1

## Выступления
- Опрос журнала «Лиterraтура» о современной музыке // 2014. 9 декабря
- Самая маленькая пуговица на сюртуке из снов. Интервью Дмитрию Дейчу // Частный корреспондент. 2015. 27 августа
- Что-то ищу в детском бюро потерь. Интервью Борису Кутенкову // Лиterraтура. 2015. 17 декабря
- Лекция «Юкио Мисима: жизнь, смерть, красота и вызов» // Лекторий фестиваля «Читай Горький». Нижний Новгород. 2017. 27 мая
- Программа «Фигура речи» с Николаем Александровым // Общественное телевидение России. 2018. 13 мая
- «Всё настоящее сочиняется для себя и немногих любимых». Интервью Дмитрию Дейчу // Текстура. 2018. 4 июня
- Bitches Brew. Рефлексия о критике для журнала «Лиterraтура» // 2018. 18 июня
- «Блогерам мы, традиционные критики, уже проиграли». Интервью Ольге Кентон // Pulse UK. 2019. 8 марта
- Все будет хорошо — мы все умрем. Интервью Наталье Рубановой // Независимая газета — Ex Libris. 2019. 23 марта
- «Четверть часа о высоком». В гостях Александр Чанцев // Радио Regnum. 2019. 6 июня
- Передача «Самое оно!» с Сергеем Петровым на Радио Медиаматрикс // 2019. 28 октября
- Писать о реальности становится интереснее, чем о книгах. Интервью Артему Комарову. Excellent // 2020. 14 августа
- Книга должна быть талантлива, неудобна и опасна. Интервью Ольге Балла // Формаслов. 2020. 15 сентября
- Александр Чанцев о том, почему Япония — будущее России. Интервью Светлане Сачковой // Афиша. 2020. 18 ноября
- Чоран на перевале Дятлова. Интервью Артему Комарову. Excellent // 2022. 2 марта
- Энергия поражения сильнее энергии победы. Интервью Борису Кутенкову // Формаслов. 2022. 15 октября
- Интервью японской редакции «Спутника» // 2023. 7 апреля
- Интервью Магдалене Курапиной для Смерч-инфо 2024. 28 мая
- Лимонов страстно читал запрещенного Мисиму. Интервью Игорю Сиду // Независимая газета — Ex Libris. 2024. 7 августа